# Wassersensibler Bereich
Ein wassersensibler Bereich (auch wassersensible Bereiche) kennzeichnet den natürlichen Einflussbereich des Wassers. Es sind somit Gegenden mit Bodentypen, die Grund- oder Hochwassereinfluss anzeigen.
In diesen Bereichen kann es Überschwemmungen und Überspülungen kommen. Deshalb können in wassersensiblen Bereichen die Nutzung einschränkt werden da diese beeinträchtigt wird. Wassersensible Bereiche geben Hinweise, wo auf Grund von geologischen Eigenschaften verstärkt mit durchnässten Böden und mit Überflutungen entlang von Gewässern und trockenen Täler zu rechnen ist. Im Gegensatz zu amtlich festgesetzten Überschwemmungsgebieten gibt es für die wassersensiblen Bereiche keine Vorhersagen für Überschwemmungen und die Wahrscheinlichkeit des Auftretens.
Zu den wassersensiblen Bereichen gehören Auen und Niedermoore, aber auch Bach- und Flussverläufe. Die Darstellung der wassersensiblen Bereiche auf Karten gibt Hinweise auf mögliche Überschwemmungen oder hohe Grundwasserstände. Meist werden diese Bereiche auf der Grundlage der Übersichtsbodenkarte im Maßstab 1 : 25 000 erarbeitet und in diesen dargestellt.